# Königreich Fazughli

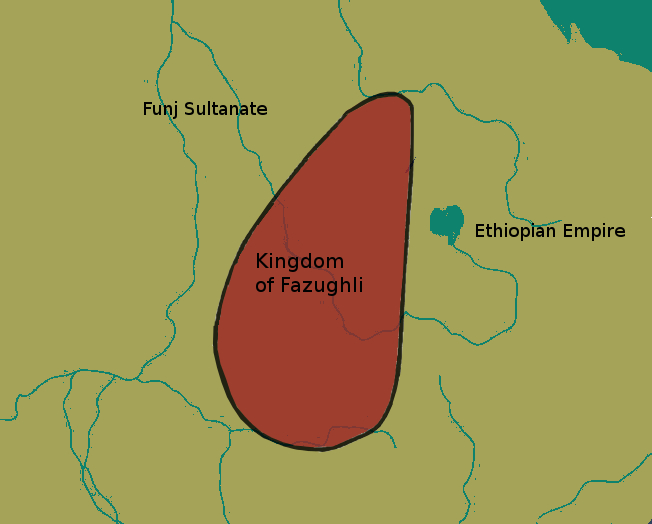
Geschätzte Ausdehnung Fazughlis

Das Königreich Fazughli war ein historischer Staat im heutigen Sudan und in Äthiopien. Laut mündlichen Überlieferungen wurde er von Flüchtlingen aus dem nubischen Königreich Alodia begründet, als dessen Hauptstadt Soba um 1500 herum von Arabern oder den Funj zerstört wurde. Es hatte bis 1685 Bestand, bevor es in das Funj-Reich eingegliedert wurde.